# Dániel Dósa
Dániel Dósa (Budapest, 19 de enero de 1996) es un deportista húngaro que compite en esgrima, especialista en la modalidad de florete.
Ganó una medalla de bronce en el Campeonato Mundial de Esgrima de 2025 y una medalla de plata en el Campeonato Europeo de Esgrima de 2024, ambas en la prueba por equipos.

## Palmarés internacional
| Campeonato Mundial | Campeonato Mundial | Campeonato Mundial | Campeonato Mundial  |
| Año                | Lugar              | Medalla            | Prueba              |
| ------------------ | ------------------ | ------------------ | ------------------- |
| 2025               | Tiflis (Georgia)   | Medalla de bronce  | Florete por equipos |
| Campeonato Europeo |                    |                    |                     |
| Año                | Lugar              | Medalla            | Prueba              |
| 2024               | Basilea (Suiza)    | Medalla de plata   | Florete por equipos |